# Theodoria frigida
Theodoria frigida är en ormstjärneart som först beskrevs av Jean Baptiste François René Koehler 1901.  Theodoria frigida ingår i släktet Theodoria och familjen fransormstjärnor. Inga underarter finns listade i Catalogue of Life.